# میشل آنگولد
میشل آنگولد (انگلیسی: Michael Angold؛ زادهٔ ۱ ژانویهٔ ۱۹۴۰) تاریخ‌نگار و پژوهشگر اهل بریتانیا است که در زمینه تاریخ بیزانس در دانشگاه ادینبورگ فعالیت می‌کند. 